# 52 dla przyjaciół
52 dla przyjaciół – ostatni album przed reaktywacją TSA. Wydany w 1992 roku nakładem wytwórni Zic Zac.
W nagraniu ze starych członków zespołu wzięli udział Andrzej Nowak i Marek Piekarczyk. Nagrania dokonano w 1992 roku w Modern Sound Studio w Gdyni. Album zawiera 9 piosenek, do których teksty napisał Marek Piekarczyk. Po nagraniu płyty muzycy wyjechali do Stanów Zjednoczonych, dlatego płyta nie miała promocji w Polsce. Ma opinię najbardziej rock’n’rollowej płyty zespołu.
Nakład płyty cd – 5.000 szt., nakład kasety magnetofonowej – 20.000 szt.

## Spis utworów
źródło:
1. „Ona to lubi” – 3:14
2. „Jeszcze” – 2:19
3. „Na na na na” – 3:16
4. „Kowboje” – 3:04
5. „To boli” – 3:26
6. „Sex blues” – 4:07
7. „Hymn Rock’n’roll” – 3:22
8. „Powiedz mi” – 3:45
9. „52 dla przyjaciół” – 3:11

## Twórcy
źródło:
- Andrzej Nowak – gitara, śpiew
- Marek Piekarczyk – śpiew
- Paweł Stompór – gitara
- Andrzej Walczak – gitara basowa
- Dariusz Biłyk – perkusja
- Adam Toczko – realizacja nagrań
- Andrzej Artymowicz – mastering